# 洪正好
洪正好（홍정호，1989年8月12日—），韩国足球运动员，司职中后卫，现效力于K联赛1球队全北现代。

## 俱乐部生涯
2013年9月1日，洪正好转会到德国足球甲级联赛球队奥格斯堡，转会费约为200万欧元，他和奥格斯堡签约四年。
2010年，洪正好从朝鲜大学加盟K联赛的家乡球队济州联。由于伤病困扰，他在5月26日的韩国足协杯济州联2比0击败光州尚武的比赛中首次代表球队出场。洪正好在2010赛季出场16次，帮助济州联以黑马的身份获得联赛亚军。赛季结束后他入选联赛最佳十一人名单。2011年3月6日，洪正好在K联赛第一轮比赛济州联主场2比1逆转釜山IPark的比赛过后和客队球迷发生冲突，被罚禁赛4场，罚款920万韩元，外加公益劳动30小时，此外他还被禁止参加济州联客场对阵釜山IPark的比赛。同年7月3日他曾经因牵涉假球案件而被调查，不过最终证明是清白的。2012年4月底，他在和庆南FC的比赛中左十字韧带受伤，伤停半年。

## 国家队生涯
2010年11月，洪正好入选韩国U23队参加在广州举行的亚运会比赛，最终仅收获铜牌。本来他是韩国U23队征战2012年夏季奧林匹克運動會足球比賽的后防核心，但由于十字韧带受伤，最终无缘参加此次比赛。
2010年7月底，洪正好首次入选韩国国家队的集训名单，并于8月11月在水原世界盃競技場韩国队2比1击败尼日利亚的国际友谊赛中下半场替补郭泰辉登场，第一次在国际A级比赛亮相。12月，洪正好被列入韩国国家队征战2011年亚洲杯足球赛的初选名单，并在朴主永受伤后替补进入最终23人名单。2013年11月15日，他在和瑞士的国际友谊赛中射进在国家队的首球，帮助韩国2比1击败对手。